# Gymnosiphon papuanus
Gymnosiphon papuanus là một loài thực vật có hoa trong họ Burmanniaceae. Loài này được Becc. mô tả khoa học đầu tiên năm 1878.